# Agafamosquits cridaner
L'agafamosquits cridaner (Ramphocaenus sticturus) és un ocell de la família dels polioptílids (Polioptilidae).

## Hàbitat i distribució
Habita sotabosc i arbusts de les terres baixes al sud del Brasil, est del Perú i nord de Bolívia.

## Taxonomia
Considerada un grup subespecífic de Ramphocaenus melanurus va ser separada en una espècie de ple dret arran els treballs de Smith et al. 2018